# Design radical
Le terme Design radical provient de l'expression « Architecture radicale », qui apparaît pour la première fois sous la plume du critique d'art Germano Celant. Il désigne un mouvement artistique et architectural qui émerge à la fin des années 1960 en Italie, autour de l'université de Florence, en réaction au Good Design et à la société de consommation.

## Description

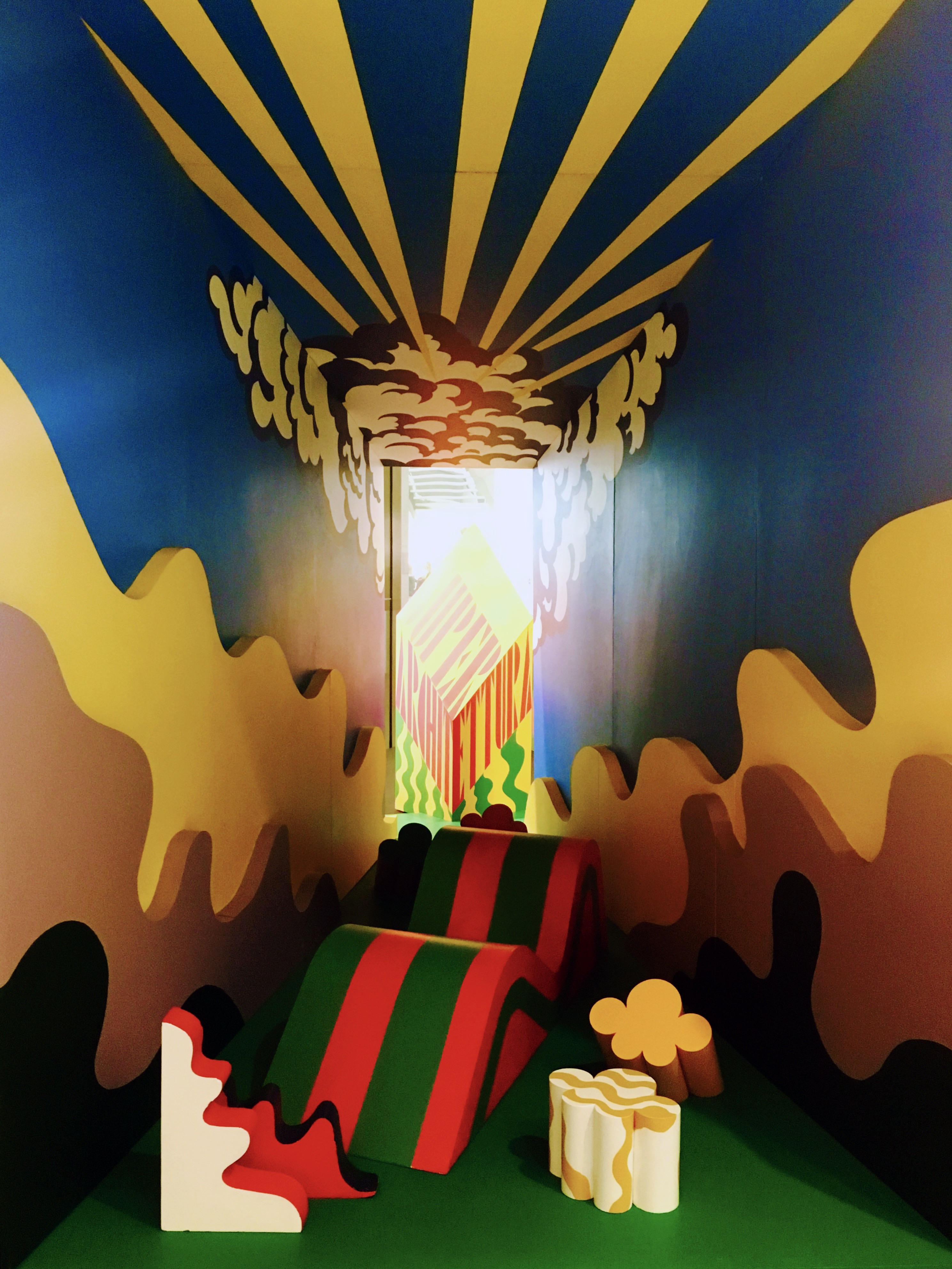
L'exposition "Superarchittetura", réalisée par Archizoom et Superstudio.

L'ère du Design radical débute en 1966 avec l'exposition Superarchittetura, à Pistoia. Celle-ci expose le travail des deux principaux groupes du mouvement, Superstudio et Archizoom, qui publient un manifeste pour l'occasion proclamant : 

« La superarchitecture est l’architecture de la superproduction, de la superconsommation, de la super induction à la consommation, du supermarket, du superman et du supercarburant. Les mythes de la société prennent forme dans les images que la société produit. […] LA SUPERARCHITECTURE accepte la logique de la production et de la consommation, en exerçant une action démystifiante. C’est une architecture dotée d’une grande figurabilité, c’est-à-dire qu’elle est capable d’évoquer des images rigoureuses et d’inspirer des comportements ; autrement dit, elle est capable d’induire sa propre consommation : c’est une architecture dotée de la même force subversive que la publicité, mais encore plus efficace que celle-ci parce qu’elle introduit des images chargées d’intentionnalité dans un grand dessein et dans la réalité de la ville avec toutes ses continuités et son histoire »

— Archizoom et Superstudio, Manifeste de l’exposition Superarchitettura
On voit également émerger d'autres groupes de design comme celui formé par Piero Gatti, Cesare Paolini et Franco Teodoro, mais aussi DDL (it) UFO, Gruppo Strum. Ils introduisent, entre autres, la notion d'infini dans l'architecture. Ces groupes s'attaquent à la définition de ce qu’est alors le bon goût. Le Design radical, par ses réflexions établit les fondations du Postmodernisme[réf. nécessaire].
L'exposition de 1972 intitulée Italy : the New Domestic Landscape (Italie : le Nouveau Paysage Domestique), qui prend place au MoMA de New York, permet au mouvement d'acquérir une plus grande notoriété avant sa disparition à la fin des années 70. Archizoom ferme en 1974, tandis que Superstudio se sépare en 1978[réf. nécessaire].
Le Design radical et l'Antidesign sont souvent confondus car le designer Ettore Sottsass a été un membre important des deux mouvements. Présentant des similitudes avec l’Antidesign, le Design radical est cependant plus théorique, politisé et expérimental. Il tente de changer la perception du courant moderniste à travers des projets utopistes. Considéré par T. Maldonado comme une « esthétisation romantique de l'acte politique de protestation », il trouve ses référents culturels et politiques chez les écrivains américains de la Beat Generation, de Jack Kerouac à Allen Ginsberg, dans le militantisme marxiste d'inspiration, dans les tensions des hippies et les « enfants des fleurs ».

## Influence
Le mouvement Design radical a été bref mais a laissé une impression durable sur l'architecture et le design[réf. nécessaire].

Tour Bosco Verticale, Milan, Italie. Par l'architecte Stefano Boeri.

Il va beaucoup influencer le Studio Alchimia et le Groupe Memphis.
Plus récemment, l'architecte Stefano Boeri est également cité comme étant influencé par ce mouvement, notamment dans sa conception de la Bosco Verticale (Forêt Verticale) : deux tours résidentielles dans le centre de Milan, qui abritent « 21 000 plantes issues d'un large éventail d'arbustes et de plantes florales réparties en fonction de l'exposition au soleil de la façade ».